# Шугай Олександр Володимирович
Олекса́ндр Володи́мирович Шуга́й (*15 вересня 1940, село Олексіївка Роменського району Сумської області) — український письменник, поет, прозаїк, есеїст, перекладач, журналіст, дослідник життя і творчості Івана Багряного, член Національної Спілки письменників України (1982), лауреат Міжнародних премій імені Івана Багряного (1996), та премії В. Винниченка (2008), літературної премії "Благовіст" та фонду Тараса Шевченка (2017). Живе і працює в Києві.

## Біографічні відомості
Народився Олександр Володимирович в сім’ї службовців. Середню освіту здобув у Роменській середній школі № 3. Опісля  навчається  у Київському університеті ім. Т. Г. Шевченка на факультеті журналістики та закінчує міжнародні курси славістів при Братиславському університеті, що у Словаччині (1982-1983).
Вірші почав писати у школі, тоді ж - і друкуватись. Першу віршовану байку було надруковано  у місцевій районній газеті, коли Олександру виповнилося 14 років. У 16 років О. Шугай написав "Роменський вальс", який став візитною карткою м. Ромни (Сумщина). Місцева районна газета "Прапор Жовтня" прихильно зустріла його перші поетичні спроби. А згодом тут він розпочинає свою трудову діяльність працівником редакції. В подальшому трудиться у провідних часописах  України журналах і газетах : "Дніпро", "Радянська Україна", "Знання та праця", "Советска армия", "Українські вісті" (м. Детройт, США). Займається видавничою справою у видавництві "Молодь" та в "Українському товаристві охорони пам’яток історії та культури".
Починався як письменник 1966 року. 
Автор  збірок :"Ромен-цвіт" (1966), "Неподільність" (1977), "По стерні босоніж" (1983), роману-дослідження "Іван Багряний, або Через терни Гетсиманського саду" (1996), "Крапля сонця у морі блакиту" (2010), "Притча про хату, або Сорок святих" (2006-2011) та ін. Був ініціатором і редактором першої антології давньої української поезії "Аполлонова лютня" (1982). Переклав сучасною українською мовою твори поета кінця XVII-початку XVIII ст. Климентія Зиновіїва "Золоте чересло" (2009). За двотомну працю "Іван Багряний: нове й маловідоме: есеї, документи, листи, спогади, нотатки, факти" (2013) та книгу "Фундація імені Івана Багряного (хроніка доброчинної діяльності в Україні та за її межами)" (2015) О. Шугай був  претендентом на Шевченківську премію 2016 року. Автор досліджень про В. Мисика, Бориса Тена, Б. Антоненка-Давидовича, Григора Тютюнника, А. Казки та ін. Окремі твори О. Шугая перекладено іноземними мовами.
Незважаючи на тиск радянської цезури та заборони О. Шугай сприяв виданню поетичних збірок  таких авторів: Леонід Череватенко "Скіфський степ" Іван  Драч "Київський оберіг", Ліна Костенко "Неповторність" та ін. 
Ім’я цього автора відоме також  завдяки його активній участі у громадському  житті. Тривалий час письменник працював у апараті Київської організації Національної спілки письменників України, був відповідальним секретарем Оргкомітету Конгресу незалежних  держав колишнього СРСР та I Всесвітнього форуму українців у Києві (1992 р).  Працював на посаді  заввідділом  зовнішніх  зносин  Всеукраїнського товариства ім. Т. Шевченка "Просвіта", секретарем ювілейних  комітетів з ушанування пам’яті  діячів української  літератури, культури та мистецтва. Активно співпрацює з Фундацією імені Івана Багряного.

## Твори
- Ромен-цвіт : поезії . — Київ : Молодь, 1966. — 62 с.
- Неподільність : поезії . — Молодь, 1977. — 85 с.
- По стерні босоніж : повість, новели. — К : Молодь, 1993. — 238 с.
- Іван Багряний або Через терни Гетсиманського Саду : роман-дослідження. — К. : Рада, 1966. — 480 с.
- Притча про хату, або Сорок святих : роман. — К. : Юніверс, 2006. —1016 с.
- Як творилася "Аполлонова лютня" — К : Видавн. дім "Києво-Могилянська академія", 2007. — 95 с.
- Золоте чересло : книга народних ремесел, звичаїв та побуту в Україні, писана Климентієм Зіновієвим, поетом кінця XVII- початку XVIII ст./ упоряд. В, Шевчук, О. Шугай; пер. з давньоукр О. Шугая. — К : Мистецтво, 2009. — 336 с.
- Крапля сонця у морі блакиту : повість про Аркадія Казку. Вибрані твори. — К : Смолоскип, 2010. — 664 с.
- Притча про хату, або Вертеп у раю: роман. — К : Дніпро, 2011. — 912 с.
- Іван Багряний: нове й маловідоме. Есеї, документи, листи, спогади, нотатки, факти. — К : Смолоскип, 2013. — Кн. 1. — 960 с., Кн. 2. — 1048 с.[4]
- Фундація імені Івана Багряного. Хроніка доброчинної діяльності в Україні та за її межами: репортажі, інтерв’ю, рефлексії, нотатки, рецензії, відгуки, повідомлення. — К. : Смолоскип, 2015. —704 с.
- Цвіт вишні, або Втрачене кохання Василя Мисика : оповідь у листах і документах. — К : Ярославів Вал, 2016. — 608 с.
- Натхнення : лірика, гумор, присвяти, епітафії, переклади. — К : Щек, 2018. — 608 с.
- Ліна Костенко: Я все, що я люблю... : роман без брехні, або Сповідь редактора книжки віршів та поем Ліни Костенко "Неповторність". — К. : Дніпро, 2019. — 592 с.

## Електронні джерела
- Національна спілка письменників України